# Serafim Neves
Serafim Neves (29 agosto 1920 – 11 dicembre 1989) è stato un calciatore e allenatore di calcio portoghese, di ruolo difensore.

## Carriera

### Club
Vestì tutta la carriera la casacca del Belenenses.

### Nazionale
Ha collezionato 18 presenze con la nazionale portoghese.

## Palmarès

### Giocatore

#### Competizioni nazionali
- Coppa del Portogallo: 1

Belenenses: 1941-1942
- Campionato portoghese: 1

Belenenses: 1945-1946